# Medaile za zásluhy o bezpečnost a veřejný pořádek
Medaile za zásluhy o bezpečnost a veřejný pořádek (bulharsky: Медал за заслуги сигурността и обществения ред) bylo vyznamenání Bulharské lidové republiky založené roku 1969. 

## Historie a pravidla udílení
Medaile byla založena výnosem Národního shromáždění ze dne 10. dubna 1969. Udílena byla občanům Bulharska i cizím státním příslušníkům za aktivní pomoc orgánům Ministerstva vnitra Bulharské lidové republiky v boji proti vnějším i vnitřním nepřátelům země, proti narušitelům pořádku a práva, stejně jako zaměstnancům ministerstva vnitra za vynikající výkon při výkonu služby. Medaile byla ražena ve státní mincovně v Sofii podle návrhu R. Peeva.

## Insignie
Medaile měla pravidelný kulatý tvar o průměru 34 mm a byla vyrobena ze světle žlutého kovu. Na přední straně uprostřed byl kulatý medailon s barevně smaltovaným znakem Ministerstva vnitra Bulharské lidové republiky. Znak byl položen na pozadí smaltovaném v barvách bulharské vlajky. Po obvodu medailonu byl bíle smaltovaný kruh se zlatým nápisem v cyrilici ЗА ЗАСЛУГИ ЗА СИГУРНОСТТА И ОБЩЕСТВЕНИЯ РЕД. Při vnějším okraji byl po celém obvodu medaile zlatý vavřínový věnec.